# 識子内親王
識子内親王（しきしないしんのう）は、清和天皇の皇女。母は右中弁藤原良近の娘。名は「さとこ」とも読む。

## 来歴
貞観18年（876年）3月13日内親王となる。貞観19年（877年）2月17日、伊勢斎宮に卜定された。元慶2年（878年）8月28日野宮に入り、元慶3年（879年）9月9日伊勢に群行したが、翌元慶4年（880年）12月4日父上皇の死去により退下した。延喜6年（906年）12月28日薨去、33歳。

## 参考資料
- 大日本史料1編3冊、本朝皇胤紹運録